# Adam Bronikowski (dziennikarz)

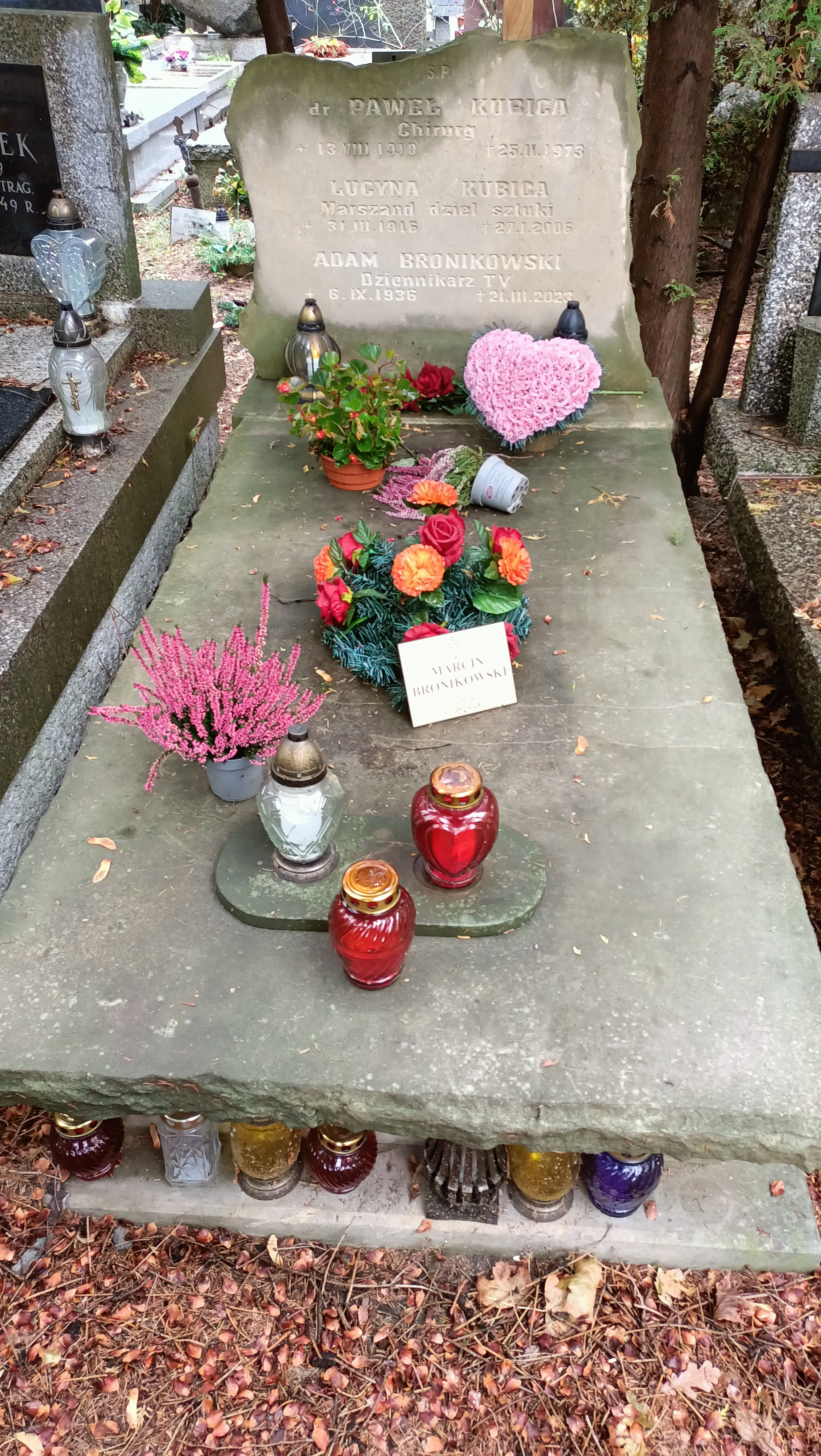
Grób Adama Bronikowskiego na cmentarzu Wojskowym na Powązkach

Adam Bronikowski (ur. 6 września 1936, zm. 21 marca 2023) – polski dziennikarz telewizyjny i prasowy.

## Życiorys
Absolwent Liceum Ogólnokształcącego pw. św. Augustyna w Warszawie. W latach 1954–1959 studiował na Wydziale Dziennikarstwa Uniwersytetu Warszawskiego, w latach 1959–1960 reporter Słowa Powszechnego, w latach 1961–1966 kierownik działu w redakcji Przeglądu Technicznego. Od 1967 do 1996 w Telewizji Polskiej:
- w redakcji Dziennika Telewizyjnego (prezenter oraz kierownik działu publicystyki),
- w Redakcji Ekonomicznej (szef 1986–1996).

W latach siedemdziesiątych, osiemdziesiątych i dziewięćdziesiątych XX wieku był znanym telewizyjnym dziennikarzem ekonomicznym. Prowadził programy publicystyczne, m.in. Pod znakiem jakości (1967–1968), Klakson, Kraj (współautor i prowadzący), Gra o milion, Plusy i Minusy, Tygodnik gospodarczy „TERAZ” (1986–1991), Rozmowa na telefon (na żywo); stworzył cykl filmów dokumentalnych o Azji pt. „Tam, gdzie żyją Tygrysy”, zdobył nagrody, m.in. Złoty Ekran w 1986. Po przejściu na emeryturę pozostał czynny zawodowo (publikacje m.in. w Przeglądzie Przemysłowo-Gospodarczym, Solidnej Firmie, VIP i innych). 
W latach 1965–1966 został zarejestrowany przez Wydział III Komendy Stołecznej Milicji Obywatelskiej jako kontakt poufny (ps. „Bronek”). W 1976 został zarejestrowany jako kandydat na Tajnego Współpracownika (ps. „Bron”), w 1981 został pozyskany przez wywiad wojskowy i zarejestrowany został jako TW „Adam”. Został pochowany na Cmentarzu Wojskowym na Powązkach w Warszawie.

## Życie prywatne
Był zapalonym podróżnikiem, wieloletnim członkiem Stowarzyszenia Dziennikarzy Podróżników Globtroter. Jego syn Marcin Bronikowski był śpiewakiem operowym (baryton).